# 阮安妮
阮安妮（Annie Nguyen，1985年—），有「越南版孫翠鳳」之稱，來自越南清化省，從小喜看越南傳統戲曲㗰劇，期盼長大能登台表演，在父母建議下考取越南國家馬戲團，接受特技訓練。2005年，身為當家花旦的阮安妮隨馬戲團至嘉義表演，阮安妮因此認識「新麗美」歌仔戲團團長兒子張芳遠，嫁到台灣，也因而圓了學唱歌仔戲的夢。紀錄片《神戲》即是紀錄她的故事。

## 影像紀錄

### 專題報導
- 公視─誰來晚餐2(第35集)：飄洋過海來唱戲 (2009-05-15)
- 中天電視─愛上這一家第1集　從馬戲團到歌仔戲　安妮的戲夢人生 （页面存档备份，存于） (2013-04-29)
- 大愛電視台─在台灣站起(嘉義新麗美歌劇團) (2013-05-02)
- 幸福新民報第2季第4集 - 歌仔戲越南當家女旦 安妮 （页面存档备份，存于） (2016-06-26)
- 民視─【在地真台灣】越南媳婦愛上歌仔戲 苦學成為當家小旦 (2016-09-04)
- 東森新聞─台灣啟示錄：歌仔戲越南花旦，十年野台戲夢人生 (2016-12-19)

### 節目通告
- 中天綜合－《小明星大跟班》 （页面存档备份，存于） (2019-01-30)
- 東風衛視－《單身行不行》 （页面存档备份，存于） (2019-02-19)

### 紀錄片
- 梁祥龍，《越南花旦安妮》，2013
- 賴麗君、彭家如，《神戲》，2016

## 演出作品

### 電視劇
| 首播   | 播放平台                 | 劇名                   | 角色           | 備註         |
| 2017年 | 台視                     | 植劇場－花甲男孩轉大人 | 阮素春         |              |
| 2018年 | 民視                     | 幸福來了               | 阮氏美芳       | （客串演出） |
| 2018年 | 公視                     | 雙城故事               | Gin            |              |
| 2021年 | 大愛電視台               | 飄洋過海來愛你         | 阮清快         |              |
| 2021年 | 愛奇藝、緯來電影台、台視 | 逆局                   | 阿蘭           |              |
| 2024年 | 華視、LINE TV            | 華麗計程車行           | 文玉（阿溪嫂） |              |

### 迷你劇集
| 首播   | 電視台  | 劇名                          | 角色   | 備註 |
| 2018年 | 公視    | 你的孩子不是你的孩子-貓的孩子 | 安娜   |      |
| 2023年 | Netflix | 人選之人-造浪者               | 阮氏鳳 |      |

### 電視電影
| 首播   | 電視台 | 劇名       | 角色   | 備註         |
| 2018年 | 公視   | 最美的風景 | 阮香梅 | 公視人生劇展 |
| 2019年 | 公視   | 盲人阿清   | 阮春花 | 公視人生劇展 |
| 2021年 | 公視   | 姊妹       | 范氏紅 | 公視人生劇展 |

### 電影
| 首播   | 劇名           | 角色   | 導演   | 備註 |
| 2018年 | 花甲大人轉男孩 | 阮素春 | 瞿友寧 |      |
| 2022年 | 徘徊年代       | 文慧   | 張騰元 |      |
| 2022年 | 女優，摔吧！   | 安妮   | 周美豫 |      |

### 短片
| 首播   | 劇名 | 角色   | 備註     |
| 2021年 | 迷途 | 阿青   | 學生製作 |
| 2022年 | 南途 | 阮阿姨 | 學生製作 |

## 獎項紀錄
| 年份   | 頒獎典禮     | 獎項         | 影片     | 角色 | 結果 |
| ------ | ------------ | ------------ | -------- | ---- | ---- |
| 2022年 | 第47屆藝美獎 | 最佳女主角獎 | 《迷途》 | 阿青 | 獲獎 |

## 外部連結
- 阮安妮的戲夢的Facebook專頁
- Ngọc Ánh的Facebook專頁
- 阮安妮在香港影庫上的簡介